# ブラハトタール
ブラハトタール (ドイツ語: Brachttal) は、ドイツ連邦共和国ヘッセン州マイン＝キンツィヒ郡の町村（以下、本項では便宜上「町」と記述する）である。

## 地理

### 位置
ブラハトタールはフォーゲルスベルク山地の南部に位置する。

### 隣接する市町村
ブラハトタールは、北はケーフェンロート（ヴェッテラウ郡）およびビルシュタイン、東はバート・ゾーデン＝ザルミュンスター、南と西はヴェヒタースバッハ（以上、マイン＝キンツィヒ郡）と境を接する。

### 自治体の構成
自治地位としてのブラハトタールは、以下の地区から成る。町政機関はシュリーアバッハに置かれている。
- ヘルシュタイン
- ノイエンシュミッテン
- シュリーアバッハ
- シュピールベルク
- シュトライトベルク
- ウーデンハイン

## 歴史
ブラハトタールの町は、1970年7月1日にそれまで独立していた町村のシュリーアバッハ、ヘルシュタイン、ノイエンシュミッテンが合併して成立した。新しい町の名前は、学生コンクールの形で公募された。ブラハトタールの名前は、ノイエンシュミッテンとシュリーアバッハを流れる小川、ブラハト川から採られた。1971年2月1日にシュピールベルク、シュトライトベルクがこれに加わった。シュトライトベルクは1573年に最初の記録が見られる集落である。その後、1974年にウーデンハインもブラハトタールに合併した。

## 行政

### 議会
ブラハトタールの町議会は、25 議席からなる。

## 文化と見所
ブラハトタールのシュピールベルク地区にはブラハトタール博物館・歴史協会が運営するブラハトタール博物館がある。ここには、ヴェヒタースバッハ陶器の大規模なコレクション展示の他、様々なテーマに基づく特別展が開催されている。博物館の屋上階には、鉄道模型によるフォーゲルスベルク南線の再現展示がある。さらにこの博物館には、シュピールベルク城址からの出土品もガラスケース内に展示されている。
ブラハトタールのシュトライトベルク地区には、私立のリンデンホーフ博物館がある。この博物館は、様々な時代様式（歴史主義様式、ユーゲントシュティール、アール・デコ）のヴェヒタースバッハ陶器の大規模なコレクションが展示されている。

### スポーツ
スポーツクラブ SV ブラハトタールは、サッカー、ランニング、女子の体操（子供の部を含む）の各部門から成る。シュピールベルク地区には BSC 1922 シュピールベルクがある。このクラブはサッカーのチームを有しており、1995年からは女子サッカーチームもある。ウーデンハイン地区にはサッカークラブ FC フォアヴェルツ・ウーデンハインがある。JSV ノイエンシュミッテンはブラハトタールで最も成功したスポーツクラブで、一輪車競技のドイツ・チャンピオンを何度も輩出している。

## 経済と社会資本

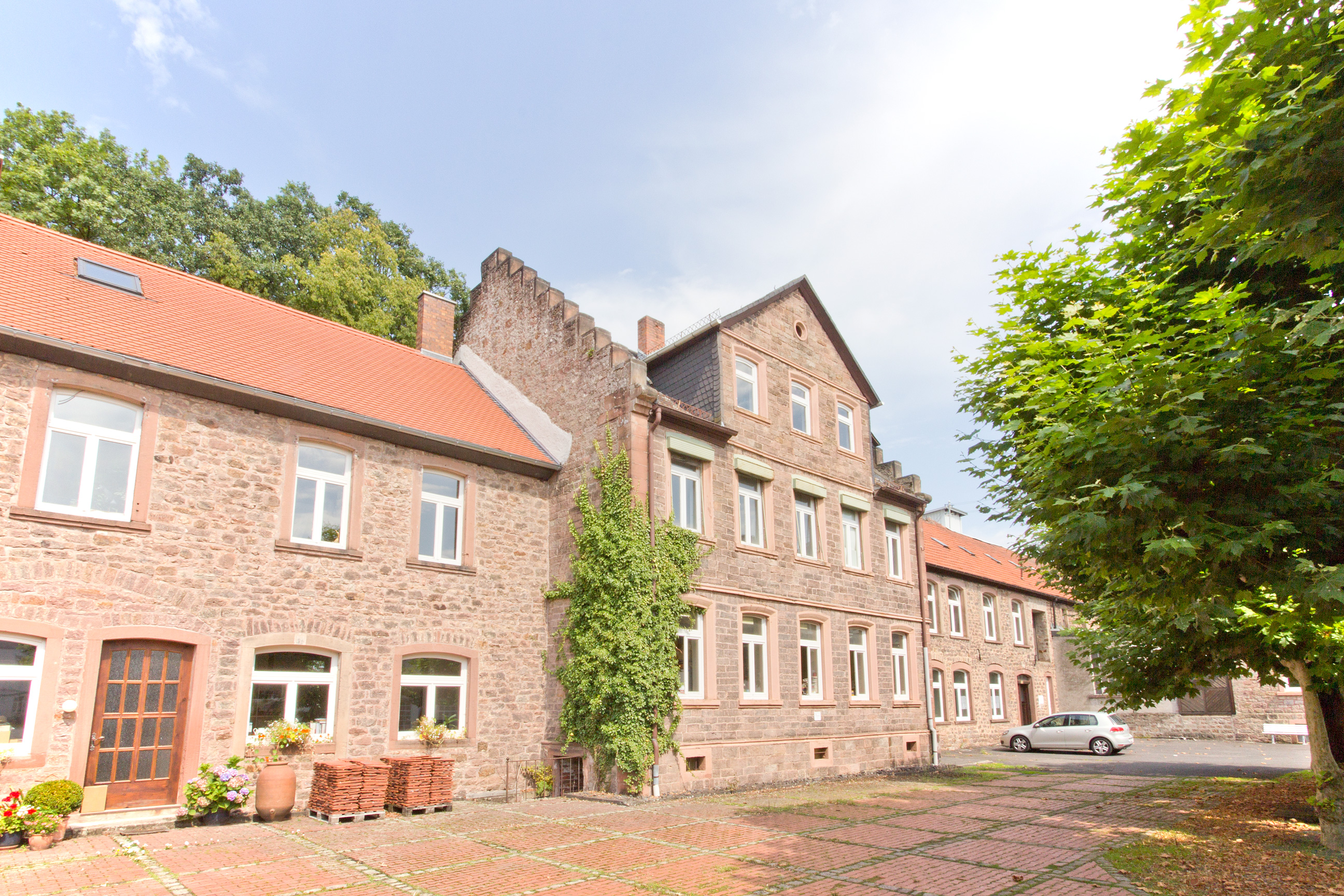
ヴェヒスターバッハ・セラミック

### 地元企業
- ヴェヒタースバッヒャー・ケラミーク（ヴェヒタースバッハ・セラミック）1832年創業の重要な陶器メーカー

## 引用
1. ↑  Hessisches Statistisches Landesamt: Bevölkerung in Hessen am 31.12.2023 (Landkreise, kreisfreie Städte und Gemeinden, Einwohnerzahlen auf Grundlage des Zensus 2011)]
2. ↑  2011年3月27日の町議会議員選挙結果、ヘッセン統計局（2012年8月15日 閲覧）
3. ↑  リンデンホーフ・セラミック博物館シュトライトベルク（2012年8月15日 閲覧）